# 国务院全体会议 (第十二届)
中华人民共和国第十二届国务院的全体会议。

## 国务院组成人员

### 常务会议组成人员
- 总理：李克强
  - 副总理：张高丽、刘延东（女）、汪　洋、马　凯
  - 国务委员：杨　晶（蒙古族）、常万全、杨洁篪、郭声琨、王　勇
  - 秘书长：杨　晶（兼）

### 各组成部门负责人
1. 外交部　　　　　　　　　　　部长：王　毅
2. 国防部　　　　　　　　　　　部长：常万全（国务委员兼任）
3. 国家发展和改革委员会　　　　主任：徐绍史 → 何立峰
4. 教育部　　　　　　　　　　　部长：袁贵仁 → 陈宝生
5. 科学技术部　　　　　　　　　部长：万　钢（致公党中央主席，全国政协副主席）
6. 工业和信息化部　　　　　　　部长：苗　圩
7. 国家民族事务委员会　　　　　主任：王正伟（回族，全国政协副主席、中共中央统战部副部长）
8. 公安部　　　　　　　　　　　部长：郭声琨（国务委员兼任）
9. 国家安全部　　　　　　　　　部长：耿惠昌 → 赵克志
10. 监察部　　　　　　　　　　　部长：黄树贤（中共中央纪委副书记）→ 杨晓渡（中共中央纪委副书记）
（监察部属于国务院序列，但其机关与中国共产党中央纪律检查委员会的机关合署办公，编制列入中共中央直属机构。）
11. 民政部　　　　　　　　　　　部长：李立国 → 黄树贤
12. 司法部　　　　　　　　　　　部长：吴爱英（女） → 张军
13. 财政部　　　　　　　　　　　部长：楼继伟 → 肖捷
14. 人力资源和社会保障部　　　　部长：尹蔚民
15. 国土资源部　　　　　　　　　部长：姜大明
16. 环境保护部　　　　　　　　　部长：周生贤 → 陈吉宁 → 李干杰
17. 住房和城乡建设部　　　　　　部长：姜伟新 → 陈政高 → 王蒙徽
18. 交通运输部　　　　　　　　　部长：杨传堂 → 李小鹏
19. 水利部　　　　　　　　　　　部长：陈　雷
20. 农业部　　　　　　　　　　　部长：韩长赋
21. 商务部　　　　　　　　　　　部长：高虎城 → 钟山
22. 文化部　　　　　　　　　　　部长：蔡　武 → 雒树刚
23. 国家卫生和计划生育委员会　　主任：李　斌（女）
24. 中国人民银行　　　　　　　　行长：周小川（全国政协副主席）
25. 审计署　　　　　　　　　　审计长：刘家义 → 胡泽君（女）

## 历次全体会议

### 第一次全体会议
（2013年3月20日）
- 宣布了国务院领导分工和机构设置。
- 会议通过了《国务院工作规则》。

### 第二次全体会议
（2014年1月23日）
- 讨论即将提请第十二届全国人大第二次会议审议的政府工作报告。

### 第三次全体会议
（2014年9月17日）
- 会议依据《中华人民共和国澳门特别行政区基本法》的规定，决定任命崔世安为澳门特别行政区第四任行政长官；
- 国务院总理李克强当即签署了任命崔世安为中华人民共和国澳门特别行政区第四任行政长官的第655号国务院令。

### 第四次全体会议
（2015年1月19日）
- 讨论即将提请第十二届全国人大第三次会议审议的政府工作报告，决定将《政府工作报告（征求意见稿）》发往各省（区、市）和中央有关单位征求意见。

### 第五次全体会议
（2016年1月22日）
- 讨论拟提请第十二届全国人大第四次会议审议的政府工作报告和“十三五”规划纲要草案，决定将《政府工作报告（征求意见稿）》和《“十三五”规划纲要（草案）（征求意见稿）》发往各省（区、市）和中央国家机关有关部门、单位征求意见。

### 第六次全体会议
（2017年1月18日）
- 讨论拟提请第十二届全国人大第五次会议审议的政府工作报告，决定将《政府工作报告（征求意见稿）》发往各省（区、市）和中央国家机关有关部门、单位征求意见。

### 第七次全体会议
（2017年3月31日）
- 决定任命林郑月娥为香港特别行政区第五任行政长官，于2017年7月1日就职。
- 会议审议了香港特别行政区政府关于选举林郑月娥为香港特别行政区第五任行政长官人选的报告，听取了国务院港澳事务办公室主任王光亚关于香港特别行政区第五任行政长官人选产生过程的汇报。

### 第八次全体会议
（2018年1月22日）
- 讨论拟提请十三届全国人大一次会议审议的政府工作报告，决定将《政府工作报告（征求意见稿）》发往各省（区、市）和中央国家机关有关部门、单位征求意见。